# Elektrické jednotky 451 a 452
Elektrická jednotka řady 451/051 (dřívější označení EM 475.1/N475.1) a její novější modifikace 452/052 (dřívější označení EM 475.2/N475.2) Českých drah patří mezi nejstarší typy českých elektrických souprav pro kapacitní příměstskou osobní železniční dopravu. V době vzniku (první polovina 60. let 20. století) bylo jejich hlavní předností oproti vlakům taženým lokomotivami značné zrychlení (0,7 m/s2) a jednoduchá možnost změny směru jízdy bez posunování.
Jejich pravidelný provoz skončil v pátek 10. srpna 2018, když už byla po jistou dobu nasazována jediná poslední jednotka.
Pro jednotky se užívá více přezdívek, například Emilka (podle původního typového označení), pantograf nebo panťák, nově též žabotlam (podle vzhledu čela). 

## Popis

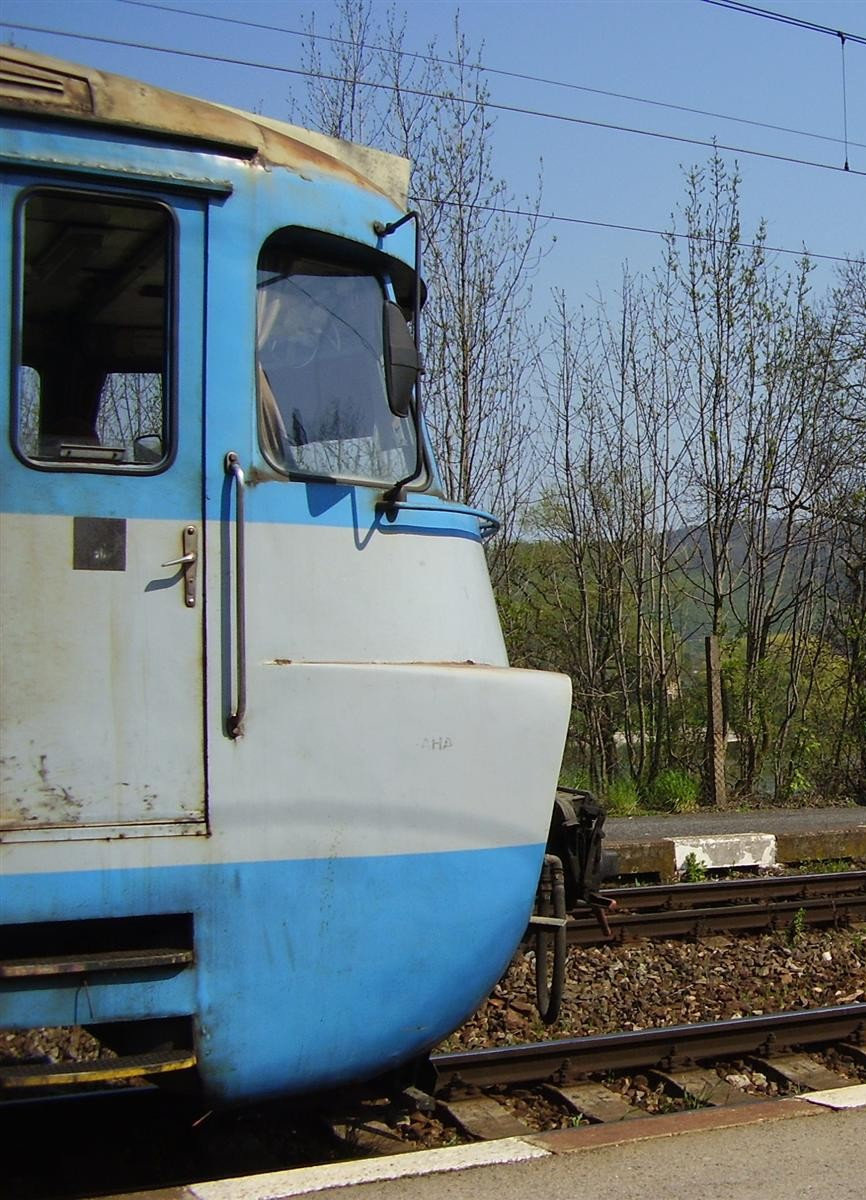
Čelní maska z profilu – tento pohled vysvětluje přezdívku „žabotlam“

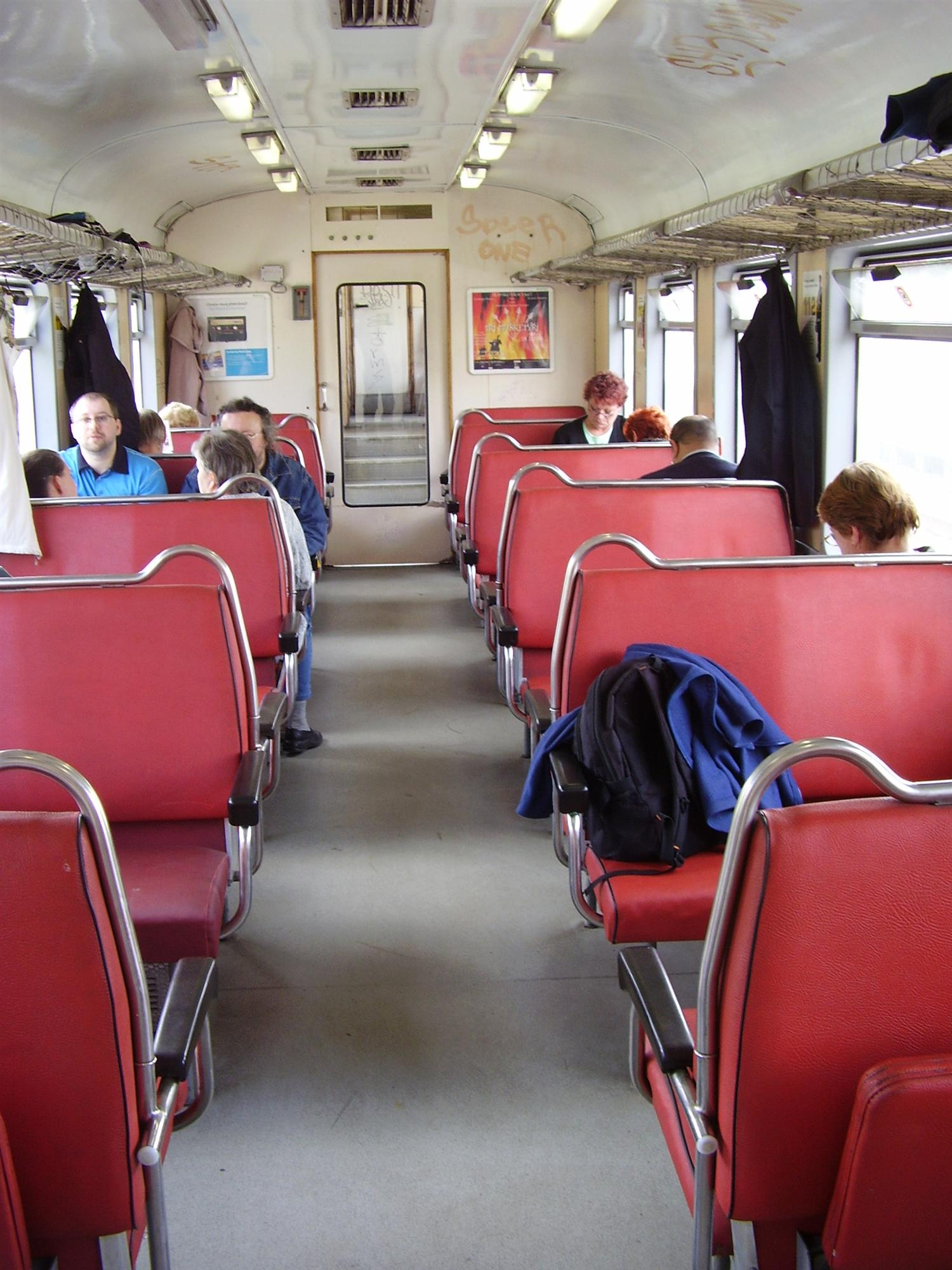
Interiér jednotky 452

Jednotky byly dodávané jako čtyřvozové. Přesněji řečeno dopravní čtyřvozová jednotka se skládala ze dvou tzv. technických jednotek tvořených vždy jedním elektrickým motorovým vozem (dnešním názvoslovím řečeno elektrickým vozem) a jedním nemotorovým (dnes vloženým) vozem. Číslovány jsou technické jednotky, proto jsme měli podle původního číslování jednotky např. EM 475.1001 až EM 475.1102, podle nového číslování řadu 451 s čísly 001 až 102. Vypouštěním nebo vkládáním vložených vozů vzniká pak i menší počet šestivozových, pětivozových nebo třívozových dopravních jednotek. Pro zvýšení kapacity vlaku bývaly jednotky spojovány do dvojic, řídící systém umožňuje i ovládání tří spojených jednotek, tedy šesti elektrických vozů. Přepravní kapacita čtyřvozové jednotky byla původně 300 míst u řady 451 a 294 míst u řady 452, postupně v důsledku oddělení předního představku v elektrickém voze tento počet poklesl o 4 a zřízením prostoru pro vlakovou četu v jednom vloženém voze o další 3 místa. Počet stojících je u obou řad uváděn shodně 380. Vozy jsou charakteristické dvoukřídlými automatickými posuvnými dveřmi pro cestující, elektricky ovládanými a pneumaticky poháněnými, s nástupem bez schůdků z úrovně nástupiště. Vozy jsou jednopodlažní, střední část včetně nástupních prostor má podlahu v úrovni nástupiště (cca 550 mm nad TK), nad podvozky je úroveň podlahy zvýšená.

## Historie
Zadání elektrických jednotek ř. EM 475.1 vycházelo z prototypů řady EM 475.0, jejichž výroba byla objednána v roce 1955. Dvě jednotky byly dokončeny v letech 1959 a 1960 a byly v provozu asi 8 let. Na jejich vývoji se podílely Vagonka Tatra Studénka a Závody V. I. Lenina v Plzni (Škoda Plzeň), sériovou výrobu pak zajišťovala Vagonka Tatra Studénka a MEZ Vsetín.
Jednotky řady EM 475.1 se od prototypových jednotek lišily především uspořádáním pojezdu a tvarem čel. U nových jednotek byla veškerá trakční výzbroj umístěna v čelních vozech.
Elektrických jednotek EM 475.1 (dnes 451) bylo vyrobeno celkem 51, a sice 7 v roce 1964, 12 v roce 1965, 14 v roce 1966, 12 v roce 1967 a 6 v roce 1968. Protože se opozdil vývoj koncepčně nových souprav, byly ještě v roce 1972 dodány 4 a v roce 1973 ještě 7 jednotek EM 475.2 (dnes 452) podobného vzhledu, ale s různými změnami. Původní plánovaná životnost souprav byla 15 let. Většina souprav však byla v provozu více než dvojnásobnou dobu, pět jednotek bylo ještě v roce 2014 v pravidelném provozu již půl století, tedy více než trojnásobnou dobu. Poslední jednotka skončila službu v pravidelném provozu v PID na příměstské lince S41 (Praha-Libeň - Roztoky u Prahy) 10. srpna 2018. Posledního půlroku byla kvůli provozu na této lince zkrácena  o jeden vůz. 
Žádné z těchto souprav neprošly výraznější modernizací nebo rekonstrukcí, byly prováděny jen některé dílčí technické modifikace. Pouze souprava 452.003-051.080-052.010-452.010 v roce 1992 prodělala modernizaci interiéru. Opravy provádí šumperská Pars nova a. s.
Poslední jednotkou v pravidelném provozu byla souprava 451.025-026, která jezdila na příměstské lince PID S41 Praha-Libeň až Roztoky u Prahy do pátku 10. srpna 2018 večer (5 dnů před další plánovanou technickou kontrolou). Poslední dva týdny byla trasa kvůli výluce zkrácena do zastávky Praha-Podbaba a jednotka jezdila v třicetiminutovém taktu. 11. srpna 2018 byla vlastní silou převezena do depozitáře v Chomutově. 
Poslední provozuschopnou jednotkou zůstala 451.045+046, kterou po H opravě roce 2010 převedly České dráhy jako muzejní pod Depo historických vozidel Lužná u Rakovníka.

## Provoz

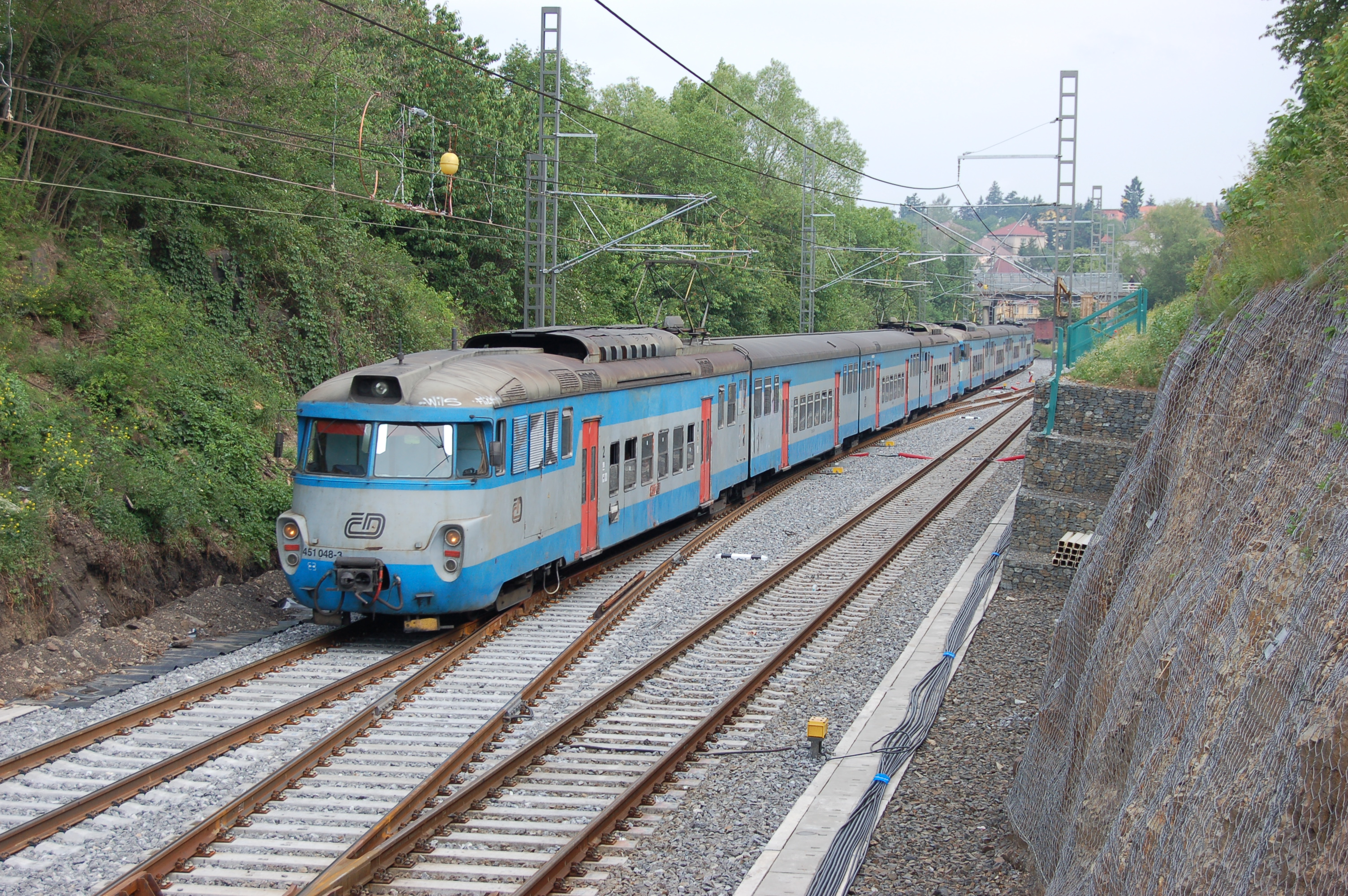
Souprava dvou čtyřvozových elektrických jednotek 451 u Říčan

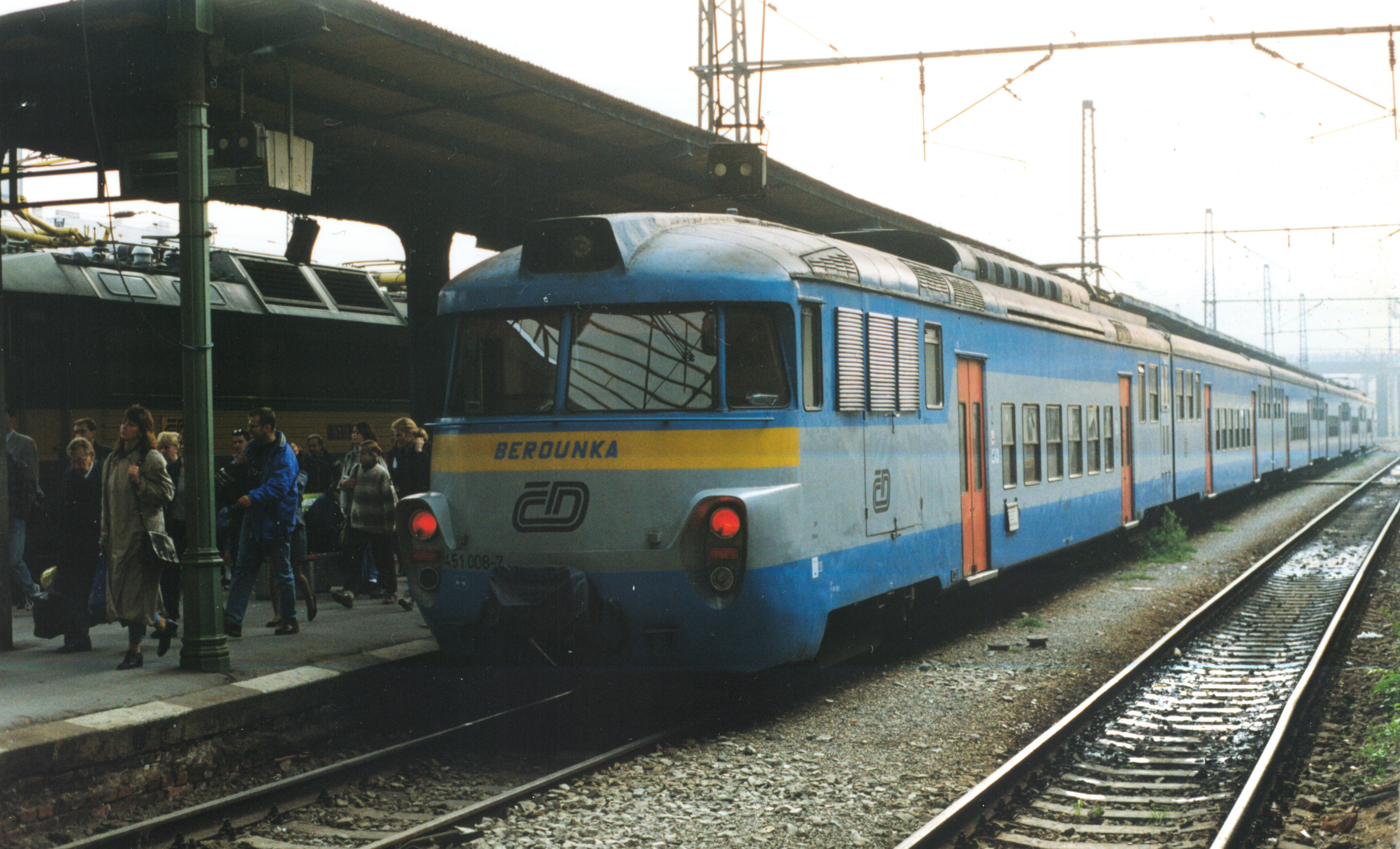
Šestivozová jednotka s přezdívkou „Berounka“ netypicky na Masarykově nádraží na vlaku z Roudnice nad Labem

Byly používány pro přepravu osob v aglomeracích a okolí velkých měst na více vytížených tratích. Nejprve byly dodány do dep v Praze (zpočátku jezdily na trase Praha – Kolín – Pardubice, později i do Hradce Králové, Chocně a Nymburka, Lysé nad Labem a Kralup) a Bohumíně (trasa Ostrava – Žilina), po nějakou dobu byly i v Ústí nad Labem a v Košicích (1967–1976, jezdily z Košic ve směrech Spišská Nová Ves a Čierna nad Tisou). V letech 1976–2003 byly všechny soustředěny do Prahy, poté byly některé postupně převáděny do Olomouce, kde jezdily jako třívozové na trati do Nezamyslic.
Tradičně jezdily v okolí hlavního města Prahy, kde byly postupně nahrazovány novými jednotkami řady 471 na elektrizovaných trasách systému Esko v Praze:
- Praha Masarykovo nádraží – Kolín – Pardubice (Trať 011 + 010, v úseku Praha – Kolín linka S1) – v roce 2008 je nahradily jednotky řady 471, v GVD 2010/2011 zde jezdily v pracovní dny na jednom nočním vlaku v relaci Praha Masarykovo nádraží – Kolín, v průběhu GVD je však nahradily opět jednotky řady 471.
- Praha Masarykovo nádraží – Lysá nad Labem – Kolín (Trať 231, linka S2) – v GVD 2010/2011 zde jezdily jen na několika málo vlacích.
- Praha Masarykovo nádraží – Kralupy nad Vltavou (– Roudnice nad Labem – Ústí nad Labem hlavní nádraží) (Trať 090, linka S4) – do Ústí nad Labem tyto jednotky v GVD 2010/2011 nezajížděly (výjimkou potvrzující pravidlo byl pár vlaků 6920/6921 při výluce), avšak ve špičkách vybraných pracovních dnů se byly nasazovány na posilových vlacích Praha Masarykovo nádraží – Kralupy nad Vltavou. Poslední pravidelné nasazení bylo v GVD 2015/2016, kdy jezdily dvě soupravy ve špičkách všedních dnů.
- Praha hlavní nádraží – Beroun (trať 171, linka S7) – rovinatá trať, kde byly využívány také šestivozové jednotky.
- Praha hlavní nádraží – Benešov u Prahy (Trať 221, linka S9) – nasazování skončilo v prosinci 2013.
- Poříčany – Nymburk hl. n. - typicky obsluhována třívozovými jednotkami
- Praha-Libeň – Roztoky u Prahy (ML, linka S41) – v pracovních dnech zde obsluhovala polovinu spojů poslední provozní jednotka 451 025/026  (na této lince se jedná o návrat těchto jednotek, kvůli malé vytíženosti zde téměř od počátku provozu jezdily motorové vozy řady 810, později též 814).[1] V GVD 2016/2017 byla linka obsluhována ve všední dny dvěma třívozovými jednotkami.

## Nehody
21. září 1965 najel nákladní vlak zezadu na osobní vlak tvořený jednotkami EM 475.1024/022 a EM 475.1005/006, stojící v zastávce Praha-Hloubětín. Zahynulo 13 osob, 66 cestujících bylo zraněno lehce. Vůz EM 475.1005/006 byl po nehodě zrušen.
31. března 1988 došlo v 5.22 mezi stanicemi Praha-Hostivař a Praha-Vršovice k najetí osobního vlaku EMOs 9114 tvořeného elektrickou jednotkou 452.011/012 na konec soupravy průběžného nákladního vlaku EPn 68522. Při nehodě byly usmrceny dvě osoby, pět jich bylo těžce zraněno a dalších 10 lehce. Celková škoda byla jeden milion Kčs. Provoz po jedné koleji byl obnoven ve 23.05, obě koleje byly zprůjezdněny 1. dubna v 1.20 ráno.
27. května 2002 došlo v železniční stanici Lysá nad Labem při posunu soupravy 452.019 z odstavné koleje k souběžné jízdě s osobním vlakem a následně k bočnímu střetu čela soupravy s jeho bokem. Příčinou bylo nerespektování modrého světla na návěstidle. Přední, motorový vůz, vykolejil a skončil na boku v kolejovém podloží před silničním nadjezdem. Vykolejil i druhý a třetí vůz, ty ale nebyly tak vychýleny jako vůz první. U osobního vlaku došlo k částečnému vykolejení dvou vozů a v důsledku jízdy podvozků mimo koleje pravděpodobně i lehkému poškození koleje.[zdroj?]
14. července 2007 došlo v železniční stanici Čerčany k nárazu rychlíku do stojící elektrické jednotky 451 047-48. Při nehodě zemřel strojvůdce stojící jednotky.
10. března 2010 okolo 18.30 došlo v železniční stanici Černošice-Mokropsy na trati 171 (Praha – Beroun) k požáru dvou vozů jednotky 451 spoje Os 8853. Ve vlaku bylo v té době zhruba 40 cestujících, všem se podařilo jednotku opustit, nikdo nebyl zraněn. Požár podle odhadů způsobil škodu kolem milionu korun.

## Historické jednotky

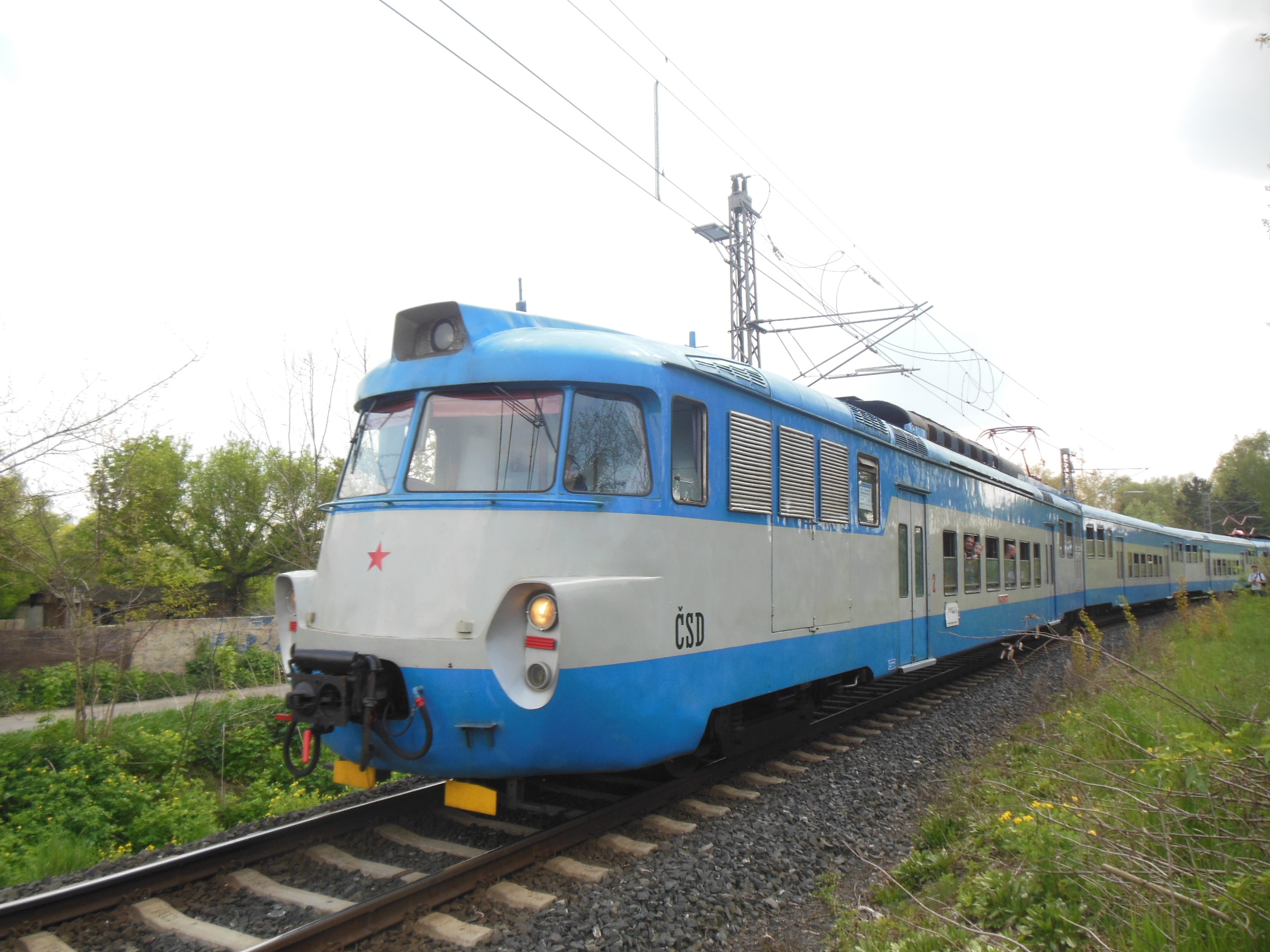
Jednotka 451 045/046 při oslavách 50 let pantografů v Milovicích dne 26. 4. 2014

- 451.045/046 (České dráhy, depo Šumperk) – v roce 2010 prodělala tato jednotka opravu, při které dostala nejstarší dochovaný lak, který byl vybrán z historických dokumentů, dnes tato jednotka není v pravidelném provozu a je ve stavu Depa historických vozidel Lužná. Je deponována v areálu firmy Pars nova.
- 451.025/026 (NTM, depo Chomutov) - jako třívozová jednotka.